# Pamponerus choremii
Pamponerus choremii är en tvåvingeart som beskrevs av Smart, Taylor och Hull 2007. Pamponerus choremii ingår i släktet Pamponerus och familjen rovflugor.
Artens utbredningsområde är Grekland. Inga underarter finns listade i Catalogue of Life.